# Scotophaeus faisalabadiensis
Scotophaeus faisalabadiensis är en spindelart som beskrevs av Ghafoor och Mirza Azher Beg 2002. Scotophaeus faisalabadiensis ingår i släktet Scotophaeus och familjen plattbuksspindlar.
Artens utbredningsområde är Pakistan. Inga underarter finns listade i Catalogue of Life.